# گلایول اسبک
گلایول اسبک (نام علمی: Gladiolus segetum) یکی از گونه‌های سردهٔ گلایول است. ارتفاع گیاه ۴۰ تا ۹۰ سانتیمتر است. گل‌ها بطول ۴ تا ۵ سانتیمتر و به رنگ صورتی پر رنگ که در یک سنبله دو طرفه قرار گرفته‌اند. در حالی که اکثر گونه‌های گلایول، گل‌ها فقط به یک سمت سنبله متمایل هستند. این گونه پراکنش زیادی در ایران داشته ولی بیشتر در جنوب و غرب ایران یافت می‌شود و معمولاً به صورت علف هرز در مزارع گندم می‌روید. فصل گلدهی اسفند تا اردیبهشت ماه است.
تیره گلایول در حدود ۳۰۰ گونه دارد که اکثراً در قسمت گرمسیری و جنوب آفریقا و همچنین در نواحی مدیترانه‌ای پراکنده هستند و در ایران ۵ گونه از آن‌ها یافت می‌شود.